# Деветопојасни оклопник
Деветопојасни оклопник (Dasypus novemcinctusје) је врста сисара из реда Cingulata. 

## Распрострањење
Ареал деветопојасног оклопника обухвата већи број држава. 
Врста има станиште у Панами, Аргентини, Тринидаду и Тобагу, Гренади, Сједињеним Америчким Државама, Бразилу, Мексику, Венецуели, Колумбији, Перуу, Еквадору, Боливији, Парагвају, Никарагви, Костарици, Гватемали, Хондурасу, Салвадору, Белизеу, Гвајани, Суринаму, Француској Гвајани и Уругвају.

## Угроженост
Ова врста је наведена као последња брига, јер има широко распрострањење и честа је врста.